# Ayacuchomierpitta
De ayacuchomierpitta (Grallaria ayacuchensis) is een zangvogel uit de familie Grallariidae (mierpitta's).

## Verspreiding en leefgebied
De soort komt voor in op de oosthellingen van de Peruaanse Andes in de landsdelen Ayacucho en Huancavelica. De leefgebieden liggen in vochtig montaan bos op hoogten tussen 2500 en 3700 meter boven zeeniveau. De soort is nauw verwant aan de oxapampamierpitta (G. centralis) en behoort tot het soortencomplex van het taxon muiscamierpitta (G. rufula).